# 定州市 (平安北道)
定州市（：／ Jŏngju si */?）是朝鮮民主主義人民共和國平安北道的一個市，位於該道南部，南臨西朝鮮灣。人口189,742人(2008)。

## 區劃史
1231年始有定州之稱。1994年建市。

## 下轄區劃
下分一邑、一勞動者區、二十八里。

## 名人
- 文鮮明，統一教創始人。

## 重要事件
- 兩西大亂，發生於朝鮮王朝中期，以洪景來為首的農民叛變，為時一年多後，終被平定。